# Han Song

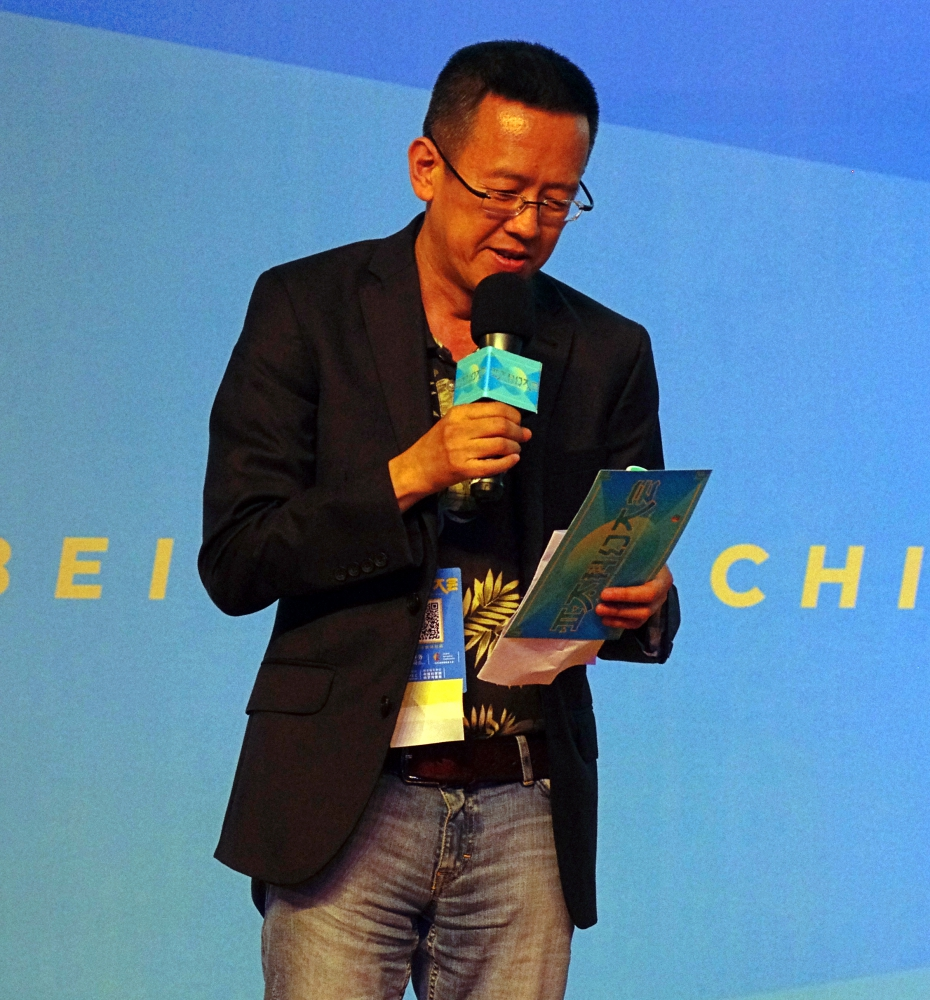
Han Song während der Asia-Pacific Science Fiction Convention in Beijing (19.–20. Mai 2018)

Han Song (chinesisch 韩松, Pinyin Hán Sōng; * 28. August 1965 in Chongqing, Volksrepublik China) ist ein chinesischer Science-Fiction-Schriftsteller. Neben Liu Cixin und Wang Jinkang zählt er zu den „drei Großen“ oder „drei Großmeistern“ der chinesischen Science-Fiction (in Analogie zu Arthur C. Clarke, Isaac Asimov und Robert A. Heinlein im Westen), gelegentlich wird auch He Xi mit hinzugezählt. Zu seinen Pseudonymen als Autor gehören Xiaohan (小寒, Pinyin Xiǎohán), Xiaoqing (小青, Pinyin Xiǎoqīng) und Jin Xiaojing (金小京, Jīn Xiǎojīng). Han Song war als externer Reporter der Nachrichtenagentur Xinhua und stellvertretender Chefredakteur sowie Chefredakteur der Zeitschrift „Blick nach Osten“ (瞭望东方, Pinyin liàowàng dōngfāng) tätig, Redaktionsmitglied der Zeitschrift „Chinesische Armee“ (中国军队, Pinyin zhōngguó jūnduì) und ist derzeit Direktor für auswärtige Angelegenheiten der Nachrichtenagentur Xinhua. Han Song lebt in einem Apartment in Beijing und ist gläubiger Buddhist. Mehr als zehn seiner Werke wurden veröffentlicht und ins Englische, Deutsche, Italienische, Japanische und Hebräische übersetzt.

## Leben
Ab 1987 studierte Han Song an der Englischabteilung der Southwest Normal University und schloss 1989 sein Studium an der Journalistenschule der Universität Wuhan mit einem Master ab. Sein frühestes Werk „Kosmischer Grabstein“ (宇宙墓碑, Pinyin yǔzhòu mùbēi) entstand während dieser Zeit und gewann noch im selben Jahr den Sonderpreis des „Global Chinese Science Fiction Contest“, der von Taiwans Magazin „Illusion“ gesponsert wurde. Seit 1991 arbeitet er für die Nachrichtenagentur Xinhua.
Han Song ist Mitglied der World Chinese Science Fiction Association, der China Writers Association und der China Popular Science Writers Association. 1988 und 1990 gewann er den Galaxy Award. 2007 nahm er an der World Science Fiction Conference der Zeitschrift „Science Fiction World“ in Chengdu teil. 2010 hielt er mit seinem Kollegen Fei Dao eine zehnminütige Rede auf einer Konferenz in Shanghai, deren Umstände und Auswirkungen von Song Mingwei in einem angehängten Essay in Zerbrochene Sterne geschildert werden. 2011 vertrat er zusammen mit Fei Dao die chinesische Science-Fiction-Autoren bei der Chinese Literature Week des Oslo Literature House.

## Stil
Han Song schreibt zwar Science-Fiction, weicht jedoch wenig von der Realität ab. Sein Kommentar dazu ist, dass die Realität in China ihm mehr wie Science-Fiction erscheint, als diese selbst („中国的现实比科幻更科幻。“). Charakteristisch ist sein trockener Erzählstil mit viel zynischem Humor, welcher an den von Albert Camus („Die Großzügigkeit gegenüber der Zukunft besteht darin, alles der Gegenwart zu widmen.“) erinnert, sowie seine kalten, tiefgründigen und hochpolitischen Erzählungen. Dies löste bereits heftige Kontroversen unter Kritikern und allgemeinen Lesern aus und war der Grund, weshalb es nach seiner ersten Publikation in Taiwan weitere zehn Jahre bis zu seiner ersten Publikation der Volksrepublik China dauerte. Charakterlich erscheint Han Song mit seiner Liebe zu Katzen und dem Buddhismus sowie einer freundlichen Art komplett gegensätzlich zu seinem Stil zu sein.

## Bibliographie (Auswahl)
- 天道, Pinyin tiāndào [„Himmel“]; ausgezeichnet mit dem Galaxy Award 1989.[5]
- 2066: Red Star Over America (Roman), veröffentlicht im Jahr 2000
- Der Erleuchtete (Kurzgeschichte), Originaltitel 佛性 (Pinyin fú xìng 'Budda-Natur'), veröffentlicht im Jahr 2000; internationale Erstveröffentlichung in Quantenträume, ISBN 978-3-453-31904-2.
- 老年时代, lǎonián shídài [„Hohes Alter“] (Kurzgeschichte); ausgezeichnet mit dem Galaxy Award 2013.[5]
- U-Boote (Kurzgeschichte), Originaltitel 潜艇 (Pinyin qiántǐng), veröffentlicht am 17. November 2014; auf Deutsch erschienen in der Anthologie Zerbrochene Sterne, ISBN 978-3-453-32058-1.
- 宇宙墓碑, Pinyin yǔzhòu mùbēi [„Kosmischer Grabstein“] (Roman), veröffentlicht 1991 in Illusion SF, erschienen in der Anthologie Sinopticon, ISBN 978-1-78108-852-4. Ausgezeichnet mit dem Galaxy Award 2015.[5]
- Salinger und die Koreaner (Kurzgeschichte), Originaltitel 塞林格与朝鲜人 (Pinyin sāilíngé yǔ cháoxiǎnrén), veröffentlicht im Jahr 2016; auf Deutsch erschienen in der Anthologie Zerbrochene Sterne, ISBN 978-3-453-32058-1.
- Reunion, erschienen in der Anthologie The Book of Beijing
- Hospital-Trilogie:
  - Hospital, Originaltitel 医院 (Pinyin yīyuàn), veröffentlicht auf Chinesisch am 1. Juni 2016, veröffentlicht auf Englisch am 1. März 2023
  - Exorcism, Originaltitel 驱魔 (Pinyin qūmó), veröffentlicht auf Chinesisch im Mai 2017, veröffentlicht auf Englisch am 28. November 2023
  - Dead Souls, Originaltitel 亡灵 (Pinyin wánglíng), veröffentlicht auf Chinesisch im Mai 2018, geplante Veröffentlichung auf Englisch am 7. Januar 2025